# 音羽文子
音羽 文子（おとわ あやこ）は、日本のAV女優。エスフラート所属。

## 略歴・人物
2017年4月にAVデビュー。
元国際線のキャビンアテンダントで高身長の熟女系AV女優で、年齢は50代とされている。
2018年6月から8月までマドンナの専属女優。

## 出演作品

### アダルトDVD
- 初撮り五十路妻ドキュメント（4月20日、センタービレッジ）
- 初撮り五十路妻、ふたたび。（5月18日、センタービレッジ）
- 初撮り五十路妻、みたび。（6月22日、センタービレッジ）
- 友達の母親 〜最終章〜（7月20日、センタービレッジ）
- 濡れそぼる、母の乳房を、見ていたら。（8月24日、センタービレッジ）
- 声が出せない絶頂授業で10倍濡れる人妻教師（9月21日、センタービレッジ）
- 人妻痴漢電車 〜さわられた五十路母〜（10月26日、センタービレッジ）
- 本当にあった!! 完熟生保レディの中出し契約テクニック（11月30日、センタービレッジ）

- 我が家の美しい姑（1月4日、センタービレッジ）
- 近親相姦 口吸い母 いちど吸ったら離さない!! 情熱ねっとりベロキス交尾（2月1日、センタービレッジ）
- 官能的な下着姿で男たちを惑わせる淫乱ミセスの妖艶ランジェリー性交（3月1日、センタービレッジ）
- 背徳の剃毛 パイパン快楽に堕ちた私（4月5日、センタービレッジ）
- 童貞息子は絶倫少年（5月3日、センタービレッジ）
- 送り続けたラブコール!! 遂にマドンナ専属決定!! 嫁の母（6月7日、マドンナ）
- マドンナ待望の専属美熟女第2弾!! 童貞の僕を筆おろしてくれた憧れのパートのおばさん（7月7日、マドンナ）
- 永遠に終わらない、中出し輪姦の日々。（8月7日、マドンナ）
- 再婚相手より前の年増な女房がやっぱいいや…（10月11日、タカラ映像）
- ファンの自宅をゲリラ訪問! 音羽文子さんとしてみませんか 〜憧れの熟女と夢の中出しセックス〜（10月18日、センタービレッジ）
- 「おばさんが何回でも勃たせてあげる」 素人熟女妻たちによる童貞筆下ろし 6 ALL2連続生中出し 4組完全収録!（10月19日、クリスタル映像）※「あやこ」名義、オムニバス作品、他出演2名
- 息子を誘惑する五十路母（11月1日、プラネットプラス）
- 美魔女ナンパ!!しみけんが唸らす! 熟女の理性吹き飛ぶ生FUCK! 横浜みなとみらい編（11月10日、ホットエンターテイメント）※「佐知子」名義、オムニバス作品、他出演3名
- 男根誘発ッ!! 日頃の欲求不満のせいで若くてイケメンの男と見るや抑えていた持前の淫乱症候群がみるみる疼きだし下着がぐしょぐしょになるほど濡れだした色欲母のフェロモン噴出ハイテンション馬乗り中出しセックス（11月15日、センタービレッジ）
- 義理の息子 うまなみにめろめろにされた義母（11月22日、タカラ映像）
- ガチンコ中出し!顔出し!五十路ナンパ in品川（11月24日、ビッグモーカル）※オムニバス作品、他出演4名
- 五十路熟女 デカ尻×お漏らし×4SEX（11月25日、セレブの友）
- 性欲が強すぎる母(浮気癖あり)に、愛する彼氏を寝取られた。（12月1日、VENUS）
- 母親の顔が息子のザーメンまみれ! 第1回ママフェラ選手権 1発抜く度に賞金10万円! あまりにもママのフェラがエロいので何発も射精しまくるムスコたち!!（12月6日、ROCKET）※オムニバス作品、他出演3名
- 義母娘 接吻レズ調教 長い舌を絡ませて義母の全てを味わいつくす義娘の蛇舌 優月まりな 音羽文子（12月7日、ビビアン）
- ラブホ盗撮 旦那以外の男のカラダを本気で求める人妻（12月10日、ブリット）※オムニバス作品、他出演3名
- 未亡人の義母と戯れて…（12月14日、なでしこ）
- 「もうこれで最後よ…」「えっ? 母さん僕のチ●ポ嫌いなの?本当に忘れられるの?」自分で背徳関係解消宣言しながらも内心は息子チ●ポが愛おしくて仕方がない母とボクの何回イッても終わらないエンドレス種付け相姦!!（12月20日、センタービレッジ）
- 歳の差婚 III 〜妻56歳 夫28歳〜（12月21日、クリスタル映像）
- 自らSM志願してきた五十路の熟女（12月25日、セレブの友）
- お義母さん、にょっ女房よりずっといいよ…（12月27日、タカラ映像）
- 五十路熟女 官能肉欲ドラマ 息子との禁断の悦楽に溺れる母 社長夫人は部下の上で淫靡な腰使い（12月30日（レンタル）/2019年2月22日（セル）、アテナ映像）※オムニバス作品、他出演1名

- 母の親友（1月1日、VENUS）
- うちの実家は欠陥住宅 (新築) 〜やっぱりエアコンも壊れてたよ…。〜 Madonna15周年記念だもの… オバさんだってがんばっちゃうんだからSP!!! 一条綺美香 音羽文子 北川礼子 森下美緒（1月7日、マドンナ）
- 五十路愛奴 文子(仮名)56歳（1月7日、山と空）※「文子」名義
- おばさん! おち○ぽシゴいて下さい! 男のセンズリに欲情する熟女の性 4（1月10日、ブリット）※オムニバス作品
- デカチン混浴温泉 四十路妻が温泉で濡れる… 中出し不倫旅行（1月25日、クリスタル映像）※オムニバス作品、他出演3名
- 熟女盗撮 防犯担当の欲求不満なパンスト主婦が若い万引き男を密室で誘惑しカニ挟みSEXで精液搾り取っている件。（1月25日、ゲッツ!!）※オムニバス作品、他出演2名
- 立ちハメ限定! 足ガックガクSEX（1月25日、セレブの友）
- 知性と品格溢れるエレガントなスーパー五十路妻 音羽文子58歳 FirstBest 10作品8時間（2月7日、センタービレッジ）※ベスト版
- ちんシャブ大好き母さんに中出し（2月21日、センタービレッジ）
- 五十路熟女 官能肉欲ドラマ 息子との禁断の悦楽に溺れる母 社長夫人は部下の上で淫靡な腰使い（2月22日、アテナ映像）※オムニバス作品、他出演1名
- 職場の飲み会に行くと言った四十路妻がイケメン後輩にメガネ顔射で寝取られてしまいザーメンどろどろにされて悦んでいるのでウツ勃起が止まりません…（2月22日、ゲッツ!!）※オムニバス作品、他出演2名
- 感じすぎていっぱいおもらし ごめんなさい… 19（2月25日、セレブの友）
- 母子姦（3月7日、グローリークエスト）
- 人妻捕鯨船 水着の五十路美熟女 大量潮吹きドキュメント（3月22日、グローバルメディアエンタテインメント）
- マッサージ師NTR 「夫は愛しているわ、ケド私が欲しいのはオチ○ポなの!」（3月22日、人妻花園劇場）
- 色々あってこの温泉に集まった老若男女たち… 湯で火照った女の肉体と言う一糸纏わぬ裸美に惑された欲棒の果てに…（3月22日、キネマ座）※オムニバス作品、他出演2名
- 初アナル解禁! 音羽文子の肛門処女を奪うアナル開発ドキュメント（3月25日、セレブの友）
- 禁断! 母と息子 〜見てしまった息子のオナニー〜（3月25日、ながえSTYLE）
- 初アナル解禁! 音羽文子の肛門処女を奪うアナル開発ドキュメント（3月25日、セレブの友）
- 親戚のおばさんに筆おろしされた僕。 リターンズ 7 川上ゆう 森沢かな 音羽文子（3月29日（レンタル）/4月5日（セル）、LEO）
- 極限まで辱められた完熟五十路妻 上司の前で大量お漏らし白昼犯される純情妻（3月30日（レンタル）/5月31日（セル）、アテナ映像）※オムニバス作品、他出演1名
- 家事代行 むっちり完熟妻のブラチラ巨乳と豊満尻に大興奮! 早漏なボクに天才的腰使いの優しい筆下し! 連続中出しSEX!（4月15日、ロータス）※オムニバス作品、他出演2名
- 魅惑の巨尻熟女ランジェリー（4月25日、セレブの友）
- 続・異常性交 五十路母と子 其ノ参拾九（4月26日、グローバルメディアエンタテインメント）
- 父が出かけて2秒でセックスする母と息子（5月1日、VENUS）
- 母子交尾 【平井路】（5月7日、ルビー）
- 黒人解禁! B.B.P. (ビッグ・ブラック・ペニス) 規格外のデカマラに悶絶する五十路熟女（5月13日、セレブの友）
- レズビアン異常同性愛エロマゾ淫乱交尾 音羽文子 円城ひとみ（5月24日、グローバルメディアエンタテインメント）
- 夫婦交換スワップ温泉旅行 7 お互いの嫁旦那がいるのに強引に夜這いセックスでスリルを求める訳あり夫婦!!それを見透かした仲居が、悪戯心に火がついて不倫関係をはらす暴挙にっ!! 松永さな 黒川すみれ 音羽文子（（レンタル）/6月7日（セル）、LEO）
- 淫語×五十路×自慰快楽 アナタをずぅ〜っと見つめて貪欲に「オナります」（6月13日、セレブの友）
- 追ピス! 潮吹き肉便器 上品なマダムをハメ潮噴射で大洪水!（6月19日、ドグマ）
- 翔田千里×加山なつこ×島津かおる×音羽文子 豊満熟女が夢のレズ共演! お漏らし連発の同性愛大乱交（6月25日、セレブの友）
- レズビアンの館 家政婦が見た!淫乱セレブの乱れ愛欲 音羽文子 加藤ツバキ 中島京子（7月1日、U&K）
- 僕のお見舞いに来てくれた巨乳の叔母さんが欲求不満だったのかド淫乱化!手コキ・フェラ・乳首舐め・パイズリで焦らしに焦らされフル勃起!結局中出しのフルコースで元気付けてくれた!!（7月4日、グローリークエスト）※オムニバス作品、他出演3名
- 高身長奥様のベロキス&喉奥フェラ（7月11日、センタービレッジ）
- デカ乳デカ尻豊満熟女がチ○ポに跨がり下品なガニ股騎乗位で杭打ちピストン! 一度は体験してみたい超肉感のザーメン搾り騎乗位SEX（7月13日、セレブの友）※オムニバス作品、他出演4名
- 僕が愛したリアルダッチドール 13（7月13日、セレブの友）
- 激シコ! ぷっくり乳房とでっぷりデカ尻に美貌を兼ね備えた五十路熟女 音羽文子の童貞狩り（7月13日、ドバドバ大作戦）
- 美熟女巨乳作家は罠に嵌り小便たらしてイキまくる（7月16日、MAXING）
- 淫乱すぎる豊満熟女優たちとSEX合コンしてみました 翔田千里 音羽文子 加山なつこ 島津かおる（7月25日、セレブの友）
- レズビアン異常同性愛エロマゾ淫乱交尾 音羽文子 翔田千里（7月26日、グローバルメディアエンタテインメント）
- 「おばさんのカラダで勃起しちゃったの?」 2 挑発的すぎる豊満なカラダがたまらないドエロおばさんに主導権とムスコをにぎられ、なすがまま生でヌプッ!!たっぷたぷの中出し白濁オツユがお尻まで垂れちゃうからチ●ポはまだまだ抜かないでっ!!（7月31日（レンタル）/8月2日（セル）、LEO）※オムニバス作品、他出演2名
- モンスター隣人に狙われた熟女 音羽文子 姫野かんな（8月7日、ビビアン）
- 真・異常性交 五十路母と子 温泉旅路 禁断の湯けむり近親交尾 番外編（8月23日、グローバルメディアエンタテインメント）
- 五十路熟女をお漏らしするほど感じさせて痙攣するほどイカせまくるオマ○コ大崩壊SEX（8月25日、セレブの友）
- 館の女主人がオトコノ娘家政婦を雇って自分好みのご奉仕メイドに教育する… 勃起チ○ポ調教のレズビアン 音羽文子星越かなめ（10月25日、セレブの友）

- 豊満!! 巨乳巨尻熟女メイド（3月25日、セレブの友）※オムニバス作品、他出演3名
- 完全撮り下ろし! アナタを挑発しながらディルドオナニーを見せつける女たち… ガニ股で下品に腰振る発情オマ○コをご覧ください 2（4月25日、セレブの友）※オムニバス作品、他出演12名

- 知性と品格溢れる奇跡の極上五十路妻 音羽文子 COMPLETE Best 17作品8時間2枚組（11月4日、センタービレッジ）※ベスト版

### アダルトVR
- 息子の親友を喰っちゃった母（2019年10月25日、ながえSTYLE）